# Fridericia callosa
Fridericia callosa är en ringmaskart som först beskrevs av Eisen 1878.  Fridericia callosa ingår i släktet Fridericia och familjen småringmaskar. Arten är reproducerande i Sverige. Inga underarter finns listade i Catalogue of Life.